# 飛行模擬遊戲

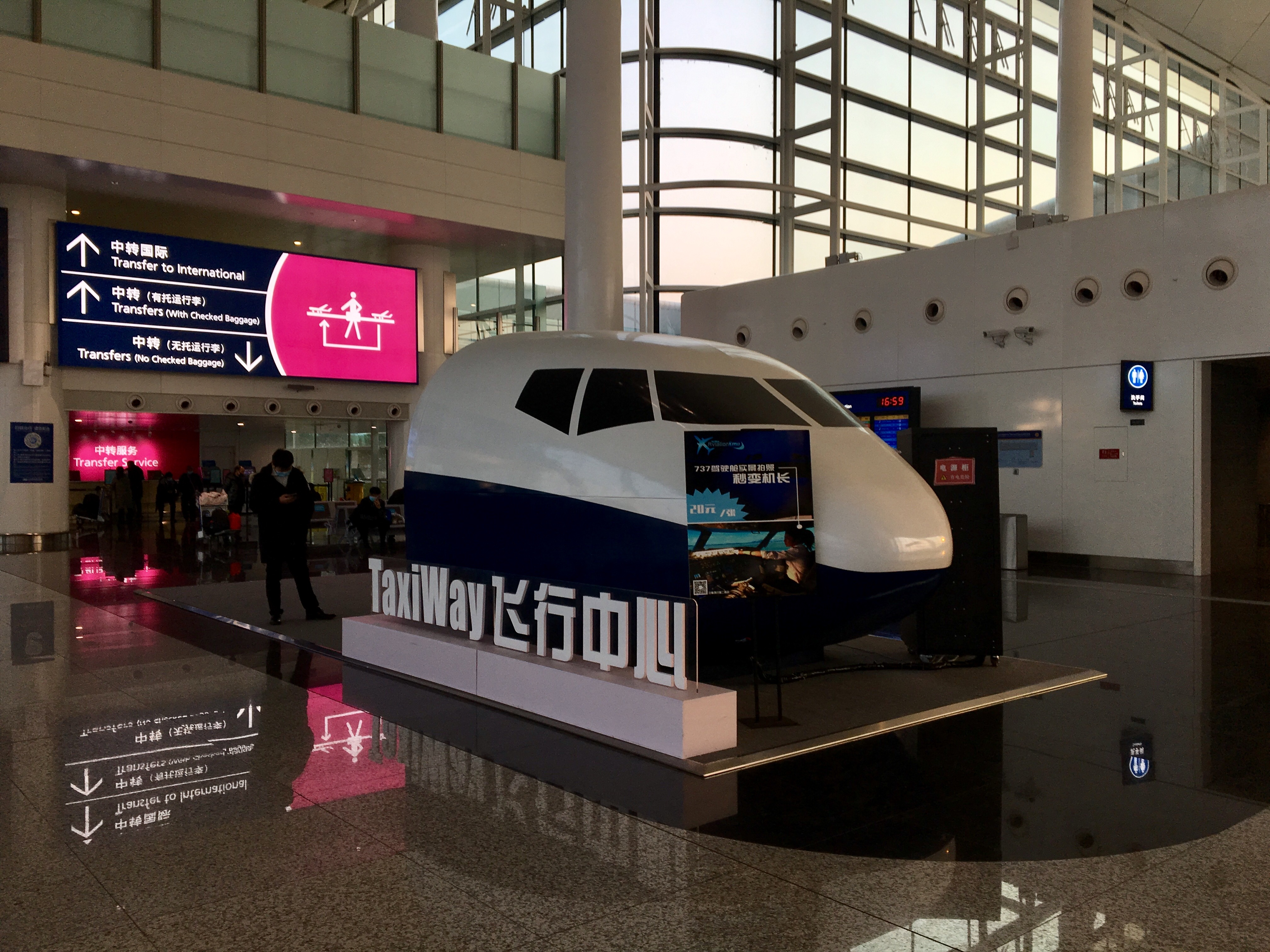
武汉天河机场内的飞行模拟体验设施

飛行模擬遊戲是指电子游戏中的主要内容为模拟驾驶飞行器的游戏。游戏的内容可能是驾驶飞行器完成某项任务，也可能是进行空中战斗。游戏的背景可能被放在现代、古代、或者未来。

## 比较著名的飛行模擬遊戲
- 微軟模擬飛行
- Lockheed Martin Prepar3D
- X-Plane
- FlightGear
- 無限飛行
- Google Earth
- RFS-Real Flight Simulator